# Carlton, Georgia
Carlton är en ort i Madison County i Georgia. Carlton grundades officiellt den 1 januari 1970.